# Vlag van Honolulu

Vlag van Honolulu

De vlag van Honolulu werd in 1960 aangenomen als de officiële vlag van de stad Honolulu. Hij bestaat uit het stadszegel op een geel veld.
De vlag bevat symboliek van zowel binnen als buiten de stad. Het schild op de vlag wordt gebruikt sinds 1895, toen er een republiek werd opgericht na de omverwerping van het koninkrijk. De gele kleur in zowel het schild als de vlag vertegenwoordigt het eiland Oahu (geel is de kleur geel ilima).
- Puloulou: gebruikt om kapu aan te duiden voor de gewone mensen ten tijde van de monarchie
- Rood, blauw en witte strepen: van de staatsvlag
- Rijzende zon: nieuw tijdperk
- Ster in het midden: Hawaï zelf